# Дворец Хет Лоо
Дворецът Хет Лоо (на български: дворец насред горска полянка) е бивш кралски дворец северозападно от Апелдорн в Нидерландия. Известен е в цялата страна със своите дворцови градини.

## История и архитектура
Многокрилният бароков дворец е построен между 1685 г. и 1692 г. от архитектите Якоб Роман и Даниел Марот близо до крепост от 15 век, обградена с речен ров, наречена Крепост Хет Оуде Лоо. Той е служил като дворец за удоволствие на холандския щатхаутер Вилхелм III, който бил същевременно и крал на Англия от 1688 г. до 1701 г. под името Уилям III. Обширният бароков замък от тухлено строителство станал образец за много подобни съоръжения в Европа, например за двореца Нордкирхен въвВестфалия, Германия.
След бездетната смърт на Вилхелм III през 1702 г. дворецът се наследява, така както и двореца в Хага и останалото частно имущество на династията Ораниен, от първия му братовчед и най-близък роднина – кралят на Прусия Фридрих I, който чрез майка си Луиза Хенриета Оранска, както и баба си от страна на баща си, Елизабет Шарлота фон дер Пфалц, произлиза от династията Ораниен. Синът му Фридрих Вилхелм I, известен като „кралят на войниците“, го продава през 1732 г. на принц Вилхелм IV Орански, който идва от далечна странична линия на династията Ораниен, а именно домът Насау-Дид.
Тогава той и неговите потомци, днешното холандско кралско семейство, използвали замъка като лятна резиденция до 1975 година. Още кралица Вилхелмина обаче го е отстъпила на държавата заедно с парцел от над 10 000 хектара земя, който бил частно владение на короната, но при условие, че имотът ще бъде върнат в случай на премахване на монархията. Тя запазва правото си на ползване на Крепостта Хет Оуде Лоо и част от площта от 6750 хектара, а Старият замък и до днес се използва от кралското семейство като място за семейни срещи, докато принцеса Маргриет, например, си е построила къща по периферията на дворцовия парк през 1970 година. Замъкът Хет Лоо сега е музей на историята на холандското кралско семейство и предлага поглед над 300 години княжеска култура на живот.
През 2018 г. фондация Stichting Restauratie Atelier Limburg (SRAL) поема реставрацията на картините от приемната зала, както и на частната колекция на принц Бернхард.

## Градина
Изхождайки от двореца, градините могат да се достигнат преминавайки високо разположените извити U-образни тераси. Около двореца има барокова градина, която е съставена от две основни и две странични градини и е украсена с големи партери с градинарски бродерия, фонтани, пищни вази, статуи и една колонада. Градината е подчинен на строга геометрична структура, симетрията е приложена последователно.
През 18 век съоръжението се поддържало възможно най-добре. Само горната градина е била многократно променяна по по-съвременен начин. През 19-и век градината е превърната в ландшафтна градина, чрез насипи земна маса. От 1980 г. се извършват разкопки с цел реконструкцията на градината в първоначалния ѝ вид. В резултат на това, се сътворява точно, детайлирано копие на разрушения комплекс с помощта на съществуващи исторически извори, но по този начин се унищожава по-късния вид на парка (ландшафтната градина). Замъкът е обявен за национален паметник на кралството.
- Палат Хет Лоо (почтен двор
- Хет Лоо, погледнат откъм партера от страната на градината
- Крепост Хет Оуде Лоо
- Нова творба в градината